# Mario Brega
Florestano Brega, más conocido por su nombre artístico Mario Brega (Roma, 5 de marzo de 1923 - ibidem, 23 de julio de 1994), fue un actor italiano. A lo largo de su carrera interpretó papeles muy variados: se le recuerda más por sus actuaciones dramáticas bajo la dirección de Sergio Leone en la trilogía del dólar y por sus papeles cómicos en las películas de Carlo Verdone.

## Biografía
Aficionado de la Lazio, trabajó con Sergio Leone en papeles secundarios, también con Nanni Loy, con Dino Risi y Ettore Scola.
El 25 de marzo de 2023, con motivo del centenario de su nacimiento, el municipio de Roma y el Municipio Roma XI colocaron una placa conmemorativa en su casa. Al acto público asistieron, además de su familia, su director Carlos Verdone, el alcalde de Roma Roberto Gualtieri y el presidente del Municipio Roma XI Gianluca Lanzi.